# بويرتو دي أنابرا
بويرتو دي أنابرا (بالإسبانية: Puerto de Anapra)، ويُشار إليها أيضًا باسم كولونيا بويرتو دي أنابرا أو ببساطة أنابرا، هي منطقة سكنية (كولونيا) تقع ضمن مدينة سيوداد خواريز في ولاية تشيواوا، المكسيك. تقع المنطقة غرب نهر ريو غراندي، وعلى الحدود مباشرة مع ولاية نيومكسيكو الأمريكية.

## الوضع الاجتماعي والاقتصادي
تُعد أنابرا واحدة من أفقر المجتمعات في مدينة سيوداد خواريز. تعاني المنطقة من نقص حاد في الخدمات الأساسية مثل الكهرباء والمياه والصرف الصحي، كما تواجه تحديات متعلقة بالفقر، والبطالة، ومحدودية فرص التعليم والرعاية الصحية.

## الجغرافيا
تقع أنابرا على امتداد الشريط الحدودي بين المكسيك والولايات المتحدة، وتفصلها عن مدينة صن لاند بارك في ولاية نيو مكسيكو الأمريكية سياجات حدودية ومناطق أمنية. وقد كانت المنطقة مسرحًا للعديد من المناقشات حول الهجرة، وأمن الحدود، والعدالة الاجتماعية.

## قضايا الحدود

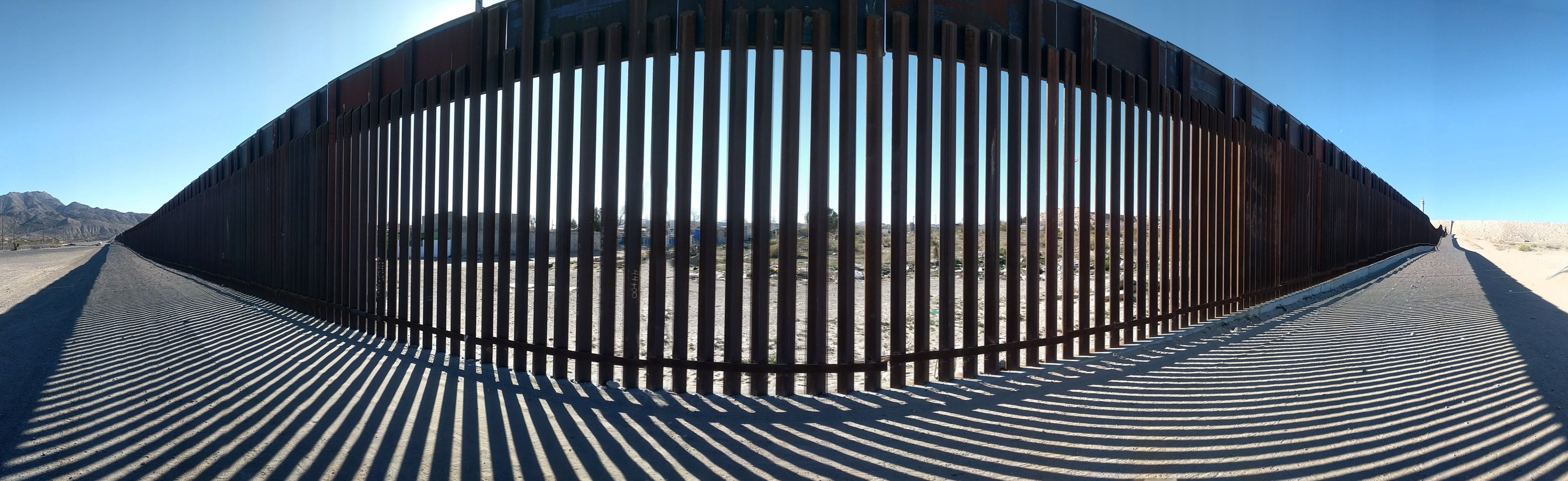

في أوائل العقد الأول من القرن الحادي والعشرين، أُثير الجدل حول بناء سياج حدودي من قِبل وزارة الأمن الداخلي الأمريكية على حدود أنابرا، ما أثار انتقادات حقوقية بخصوص تقسيم المجتمعات الحدودية المتجاورة.

## وصلات خارجية
- تقرير Borderzine عن أنابرا – جامعة تكساس في إل باسو
- تقرير NPR عن السياج الحدودي في أنابرا